# Мандат (фильм)
«Манда́т» — советский историко-приключенческий художественный фильм 1963 года.

## Сюжет
Петроград, 1919 год. Похоронив свою жену, большевик Глеб Прохоров вместе с тринадцатилетним сыном Глебкой (Боря Щербаков) едет железнодорожным составом во главе продотряда с мандатом, подписанным Лениным, по далёким деревням доставать хлеб для голодающего Петрограда.

Собрав подводы с зерном, продотряд наталкивается на сопротивление местных кулаков, которые стремятся не допустить увоза хлеба на поезде. В перестрелке с белобандитами, напавшими на состав, погибает весь продотряд, но перед тем раненый Прохоров успевает передать мандат своему сыну.

## В ролях
- Игорь Боголюбов — Глеб Прохорович Прохоров
- Николай Рождественский — Архип
- Олег Летников — Василий
- Николай Кузьмин — верзила Гриша
- Михаил Васильев — Дубок, матрос, комиссар
- Александр Афанасьев — кулак

Дети:
- Боря Щербаков — Глебка Прохоров
- Наташа Арзамасцева — Глаша
- Владимир Лебедев — Минька, брат Глаши
- Саша Деликанов — беспризорный

### В эпизодах
- Николай Гаврилов — начальник станции Уречье
- Евгений Григорьев — крестьянин
- Николай Крюков — батька Хмель, атаман банды
- Павел Первушин — Митрич
- Марьяна Сафонова — Анфиса Сергеевна, жена Архипа
- Алексей Смирнов — начальник станции
- Лев Степанов — Климов, начальник станции Узловая
- Аркадий Трусов — кремлёвский часовой
- Фёдор Федоровский — машинист

## Создатели
- Режиссёр — Николай Лебедев
- Сценарий — Власов Александр, Млодик Аркадий
- Оператор — Карпухин Анатолий
- Композитор — Маклаков Владимир
- Художник — Виктор Савосин

## Факты
- Первая роль в кино 12-летнего Бориса Щербакова, сыгравшего Глебку Прохорова[1].